# O Clone
O Clone é uma telenovela brasileira produzida e exibida pela TV Globo de 1 de outubro de 2001 a 14 de junho de 2002, em 221 capítulos. Substituiu Porto dos Milagres e foi substituída por Esperança, sendo a 61.ª novela das oito produzida pela emissora. 
Teve a autoria de Glória Perez, e direção de Teresa Lampreia e Marcelo Travesso e direção geral de Mário Márcio Bandarra, Marcos Schechtman e Jayme Monjardim (também diretor de núcleo).
Contou com Giovanna Antonelli, Murilo Benício, Juca de Oliveira, Stênio Garcia, Daniela Escobar, Dalton Vigh, Vera Fischer, Reginaldo Faria, Adriana Lessa e Débora Falabella nos papeis centrais da trama.

## Enredo
No início da década de 1980, Leônidas Ferraz (Reginaldo Faria) é um empresário viúvo e pai dos irmãos gêmeos idênticos Diogo e Lucas (Murilo Benício). Paralelamente, a jovem muçulmana marroquina Jade (Giovanna Antonelli) nasceu e cresceu no Rio de Janeiro. No entanto, após a morte de sua mãe, Sálua (Walderez de Barros), ela retorna para a cidade marroquina de Fez para morar com o tio, Ali (Stênio Garcia), que também cuida de outra sobrinha, Latiffa (Letícia Sabatella).
Diogo e Lucas viajam para Fez na companhia do padrinho de Diogo, o geneticista Augusto Albieri (Juca de Oliveira). No país muçulmano, Diogo se encanta pela bela Yvete (Vera Fischer), sem imaginar que ela é a namorada desconhecida de seu pai, que só chega ao Marrocos no dia seguinte. Por sua vez, Lucas se apaixona por Jade, no entanto, o romance não é aceito por Ali, que segue fielmente os costumes islâmicos e deseja encontrar um marido muçulmano para a sobrinha. Após descobrir que Yvete é a namorada de seu pai, Diogo passa a reprovar a união e ter diversos conflitos com o pai. De volta ao Brasil, Diogo pilota o helicóptero da família em meio a uma tempestade, porém ele sofre um acidente e acaba falecendo tragicamente. A morte de Diogo abala profundamente Leônidas, que se distancia de Yvete ao descobrir o caso que eles tiveram. Quem também se abala com a morte de Diogo é Albieri, que decide clonar o afilhado, como forma de trazê-lo de volta e realizar o sonho de ser o primeiro a realizar a clonagem de um ser humano. Sem que ninguém tome conhecimento da experiência, Albieri usa as células de Lucas na formação do embrião e o insere em Deusa (Adriana Lessa), uma mulher brasileira que pensa estar fazendo uma inseminação artificial comum. Lucas, que tinha planos de fugir com Jade, acaba por assumir os negócios do pai diante da tragédia e decide retornar ao Brasil sem a amada. Sem alternativa, Jade se casa com Said (Dalton Vigh).
Vinte anos depois, Lucas se tornou um empresário frio, autoritário e amargurado com a vida, por ter abdicado de seus sonhos para assumir a responsabilidade de tomar adiante os negócios da família. Ele se casou com Maysa (Daniela Escobar) e teve uma filha, Mel (Débora Falabella), porém vive um casamento infeliz por não ter esquecido seu grande amor do passado. Enquanto isso, Jade continua morando em Fez e teve uma filha, Khadija (Carla Diaz), fruto de seu relacionamento passado com Said, agora casado com a ambiciosa Ranya (Nívea Stelmann). Jade e Lucas se reencontram no Rio de Janeiro e o antigo amor renasce.
Paralelamente, o clone Léo vive com a mãe e a avó, Dona Mocinha (Ruth de Souza), e tem Albieri como padrinho. Em viagem ao Marrocos em companhia do cientista, Léo vê Jade e, imediatamente, se apaixona, exatamente como aconteceu com Lucas anos atrás. Quando o clone é descoberto, Leônidas briga na justiça com Deusa pela paternidade de Léo, ao mesmo tempo que ele tenta encontrar seu lugar no mundo ao descobrir que é um clone.

## Elenco
| Intérprete             | Personagem                                |
| ---------------------- | ----------------------------------------- |
| Murilo Benício         | Lucas Ferraz                              |
| Murilo Benício         | Diogo Ferraz                              |
| Murilo Benício         | Leandro Edvaldo da Silva (Léo)            |
| Giovanna Antonelli     | Jade El Adib Rachid                       |
| Juca de Oliveira       | Dr. Augusto Albieri (Dr. Albieri)         |
| Stênio Garcia          | Ali El Adib                               |
| Reginaldo Faria        | Leônidas Ferraz                           |
| Vera Fischer           | Yvete Simas de Oliveira                   |
| Daniela Escobar        | Maysa Assunção Ferraz                     |
| Dalton Vigh            | Said Rachid                               |
| Adriana Lessa          | Deusa Moura da Silva                      |
| Jandira Martini        | Zoraide El Adib                           |
| Neuza Borges           | Dalva Fróes                               |
| Letícia Sabatella      | Latiffa El Adib Rachid                    |
| Antonio Calloni        | Mohamed Rachid                            |
| Eliane Giardini        | Nazira Rachid                             |
| Débora Falabella       | Melissa Assunção Ferraz (Mel)             |
| Marcello Novaes        | Alexandre Cordeiro (Xande)                |
| Solange Couto          | Jurema Cordeiro (Dona Jura)               |
| Nívea Maria            | Edna Albieri                              |
| Cristiana Oliveira     | Alice Maria Ferreira das Neves (Alicinha) |
| Cissa Guimarães        | Clarice Escobar                           |
| Marcos Frota           | Danilo Escobar (Escobar)                  |
| Osmar Prado            | Alberto Lobato (Lobato)                   |
| Victor Fasano          | Otávio Valverde (Tavinho)                 |
| Beth Goulart           | Lidiane Valverde                          |
| Luciano Szafir         | Zein Zurig                                |
| Nívea Stelmann         | Ranya Rachid                              |
| Raul Gazolla           | Belmiro Rocha (Miro)                      |
| Juliana Paes           | Karla Santos                              |
| Mara Manzan            | Odete Santos                              |
| Roberto Bonfim         | Edvaldo da Silva                          |
| Totia Meireles         | Laurinda de Albuquerque                   |
| Elizângela             | Noêmia Rachid                             |
| Perry Salles           | Mustafá Rachid                            |
| Sebastião Vasconcellos | Abdul Rachid (Tio Abdul)                  |
| Sthefany Brito         | Samira Rachid                             |
| Eri Johnson            | Ligeiro (Ligeirinho)                      |
| Guilherme Karan        | Raposão                                   |
| Thaís Fersoza          | Telma Valverde (Telminha)                 |
| Sérgio Marone          | Maurício Valverde (Cecéu)                 |
| Thiago Fragoso         | Fernando Escobar (Nando)                  |
| Viviane Victorette     | Regina da Costa (Regininha)               |
| Maria João Bastos      | Amália                                    |
| Myrian Rios            | Drª. Anita                                |
| Francisco Cuoco        | Padre Matiolli                            |
| Murilo Grossi          | Dr. Júlio                                 |
| Françoise Forton       | Drª. Simone                               |
| Thalma de Freitas      | Carol                                     |
| Sílvio Guindane        | Basílio                                   |
| Kika Kalache           | Aninha                                    |
| Antônio Pitanga        | Tião                                      |
| Ruth de Souza          | Mocinha da Silva                          |
| Léa Garcia             | Lola                                      |
| Adressa Koetz          | Soninha                                   |
| Ingra Liberato         | Amina Alib                                |
| Jayme Periard          | Roger                                     |
| Marcelo Brou           | Pitoco                                    |
| Franciely Freduzeski   | Beta                                      |
| Eduardo Canuto         | Gasolina                                  |
| Paula Pereira          | Creuza                                    |
| Maria Clara Gueiros    | Graça                                     |
| Michelle Franco        | Michelle                                  |
| Carolina Macieira      | Sumaya Rachid                             |
| Yuri Xavier            | Zé Roberto                                |
| Carla Diaz             | Khadija Rachid                            |
| Thiago Oliveira        | Amin Rachid                               |

### Participações especiais
| Intérprete           | Personagem                                             |
| -------------------- | ------------------------------------------------------ |
| Walderez de Barros   | Sálua El Adib                                          |
| Tony Ramos           | Namorado de Maysa                                      |
| Joana Fomm           | Drª. Cecília                                           |
| Humberto Martins     | Aurélio Sobreira                                       |
| Sílvia Pfeifer       | Cinira                                                 |
| Tânia Alves          | Norma                                                  |
| Paulo Betti          | Armando                                                |
| Beatriz Segall       | Miss Penélope Brown                                    |
| Mário Lago           | Dr. Molina                                             |
| Carla Cabral         | Dora                                                   |
| Eduardo Martini      | Cotia                                                  |
| Jonas Bloch          | Juiz Guimarães                                         |
| Sérgio Mamberti      | Dr. Vilela                                             |
| Roberto Pirillo      | Dr. Tavares                                            |
| Caio Junqueira       | Pedro Lobato (Pedrinho)                                |
| Cynthia Falabella    | Monique Lobato                                         |
| Cynthia Falabella    | Mel Ferraz (episódio: 5–8 de abril)[carece de fontes?] |
| Nuno Leal Maia       | Jorge Luís                                             |
| Alexandre Zacchia    | Salim Rachid                                           |
| Cássia Linhares      | Elba                                                   |
| Danielle Winits      | Shirley                                                |
| Karina Bacchi        | Muna                                                   |
| Fabiana Alvarez      | Zuleika                                                |
| Henri Pagnoncelli    | Dr. José Victor                                        |
| Samara Felippo       | Namorada de Diogo                                      |
| Eduardo Galvão       | Alex                                                   |
| Eloísa Mafalda       | Vizinha de Jade                                        |
| João Carlos Barroso  | Severino                                               |
| Monica Martelli      | Selma                                                  |
| Gustavo Ottoni       | Detetive Ramos                                         |
| Anja Bittencourt     | Déia                                                   |
| Nica Bonfim          | Neuzinha                                               |
| Pedro Nercessian     | Junqueira                                              |
| Nóris Barth          | Tetê                                                   |
| Luã Ubacker          | Duda                                                   |
| Milena Paula         | Milena                                                 |
| Aimée Ubacker        | Aimée                                                  |
| Ana Paula Botelho    | Déia                                                   |
| Cláudia Cenci        | Aisha                                                  |
| Mônica Brahim        | Mulher de Ali                                          |
| Zeina Abdou          | Mulher de Ali                                          |
| Victor Hugo Curgula  | Léo (criança)                                          |
| Pedro Cravo          | Diogo (criança)                                        |
| Pedro Cravo          | Lucas (criança)                                        |
| Maria Clara Mendonça | Mel (criança)                                          |
| Haylton Farias       | Haylton (analista de Lobato)                           |
| Blota Filho          | Dr. Simonetti                                          |
| Alexandre Barbalho   | Executivo de Leônidas                                  |
| Cacau Protásio       | Dançarina da festa                                     |
| Afrânio Gama         | Dono da boca de fumo                                   |
| Almir Martins        | Segurança de Leônidas                                  |
| Mário Faini          | Policial                                               |
| Jardel Mello         | Médico de Mel                                          |
| Adalgisa Colombo     | Ela mesma                                              |
| Nana Caymmi          | Ela mesma                                              |
| Pelé                 | Ele mesmo                                              |
| Ronaldinho Gaúcho    | Ele mesmo                                              |
| Clodovil             | Ele mesmo                                              |
| Ana Maria Braga      | Ela mesma                                              |
| Louro José           | Ele mesmo                                              |
| Oswaldo Sargentelli  | Ele mesmo                                              |
| Zeca Pagodinho       | Ele mesmo                                              |
| Martinho da Vila     | Ele mesmo                                              |
| Molejo               | Eles mesmos                                            |
| As Frenéticas        | Elas mesmas                                            |
| Alessandro Safina    | Ele mesmo                                              |
| Vitor Belfort        | Ele mesmo                                              |
| Luciano Huck         | Ele mesmo                                              |
| Isabelita dos Patins | Ela mesma                                              |
| Amin Khader          | Ele mesmo                                              |
| David Brazil         | Ele mesmo                                              |
| Dora Bria            | Ela mesma                                              |
| Ney Matogrosso       | Ele mesmo                                              |

## Produção
Para escrever a novela, Glória Perez debruçou-se sobre o tema do "cruzamento do antigo com o moderno", mesma premissa que havia usado em Explode Coração (1995). Ela queria juntar algo do futuro – nesse caso, a possibilidade da clonagem humana – com a cultura muçulmana, que segundo ela "procura se preservar tal qual qual era há centenas de anos". Seu interesse por tal cultura veio de quando acompanhava pela televisão as guerras no Oriente Médio e "ficava curiosa para saber mais sobre aquelas pessoas, como viviam, como era seu cotidiano". Ao mesmo tempo, ficou muito impressionada com a ovelha Dolly, que havia sido clonada. Segundo a autora, esses dois temas se entrelaçavam com a ideia de que "de um lado, o universo muçulmano, inteiramente submisso a Deus. De outro, o Ocidente, que declarava, com Nietzsche, 'Deus está morto', e buscava substituí-lo, instituindo novos deuses, os geneticistas, que, em seus laboratórios, tomavam para si a criação da vida". Provisoriamente a trama teve como nomes Segunda Chance e Começar de Novo.
A autora entregou a sinopse em 1999, porém a diretora-geral da emissora, Marluce Dias da Silva, tinha dúvidas se a trama faria sucesso e passou a adiá-la, colocando Laços de Família e Porto dos Milagres antes no ar. Enfim, após uma resistência de dois anos, a novela foi em 2001 após diversas reclamações de Glória, que alegou em entrevista que: "O Clone enfrentou uma campanha orquestrada. Houve uma flagrante tentativa de ridicularizar, inviabilizar o projeto. Não me interesso por especular as origens do movimento, mas a ferocidade dele me deu ainda mais certeza de que tinha um sucesso nas mãos". Denise Saraceni foi escalada como diretora, mas pediu desligamento por não confiar no projeto, sendo que Luiz Fernando Carvalho foi escolhido na sequência e também pediu dispensa. Jayme Monjardim ouviu os rumores de pessoas fugindo da produção e ficou curioso para ler a sinopse, se oferecendo para dirigi-la logo após por acreditar no potencial de sucesso: "Me apaixonei na mesma hora e ainda estou apaixonado. Quem tinha que fazer a novela, fez. Acredito muito nessa coisa do destino".

### Preparação
Como parte da preparação para a novela, os atores e a equipe assistiram a palestras, filmes e leram textos sobre os costumes muçulmanos, clonagem e drogas. Os atores visitaram clínicas de fertilização e laboratórios de clonagem, tiveram aulas de expressões árabes e prática de orações, além de aulas de dança do ventre para compor seus personagens. Para os assuntos referentes à cultura muçulmana, a autora contou com a consultoria dos xeques Jihad Hassan Hammadeh, vice-presidente da World Assembly of Muslim Youth (WAMY), e Abdelbagi Sidahmed Osman, sudanês presidente e Imam da Sociedade Beneficente Muçulmana do Rio de Janeiro. Nas gravações do núcleo muçulmano no Rio de Janeiro, a equipe foi assessorada pelos irmãos marroquinos Karima e Ahmed Elmaataoui, que acabaram incorporados ao elenco como serviçais do personagem de Stênio Garcia. Por conta da novela ser dividida em várias fases, alguns atores foram rejuvenescidos para a primeira fase. Por conta disso, vários atores trabalharam com o rosto repuxado por adesivos. Quando seus personagens envelheceram, eles passam a gravar sem os adesivos. Para este efeito, a equipe de maquiagem contou da ajuda da americana Lynn Barber, ganhadora do Oscar de melhor maquiagem e penteados de 1989 por seu trabalho no filme Driving Miss Daisy.

### Gravações

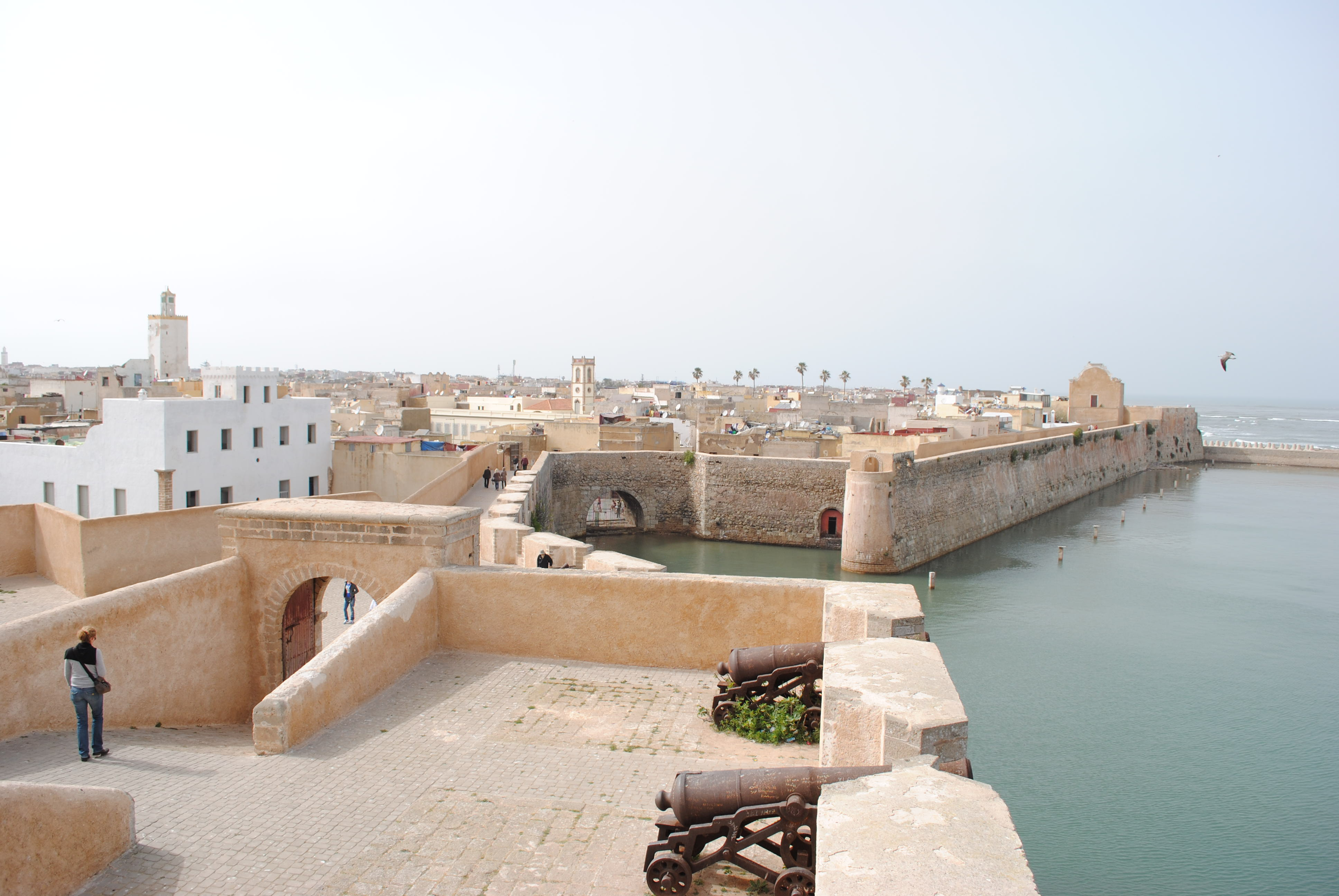
A maior parte das cenas das duas primeiras fases foram gravadas diretamente no Marrocos.

Uma equipe de vinte pessoas, incluindo atores, diretores e produção, viajaram em 10 de julho de 2001 para o Marrocos. A equipe passou cerca de um mês no país africano gravando algumas cenas iniciais, e também foram registradas algumas imagens de Marrakech, Quarzazate, Erfoud, Fès e El Jadida. Após as gravações no Marrocos, as cores fortes da região foram imitadas nos Estúdios Globo: "Estamos usando uma textura diferente, trabalhando com uma temperatura de cor bastante alta. Nas externas, usamos uma média de 27 filtros para nos aproximar da luz do Marrocos. E há sempre vários pontos de luz, como janelas e abajures, como referência nas gravações em estúdio", explicou o diretor de fotografia, Adriano Calheiro Valentim. A equipe tentou gravar no Egito, o que foi vedado pelo governo egípcio, e a emissora recorreu a filmar os personagens em imagens sobrepostas que compradas de uma produtora local.
Em janeiro de 2002, época em que Albieri (Juca de Oliveira) e Edna (Nívea Maria) viajaram aos Lençóis Maranhenses, Roseana Sarney, então governadora do Maranhão e pré-candidata à Presidência da República pelo então Partido da Frente Liberal (PFL), teria feito um acordo de merchandising com a TV Globo. Em troca da exibição de cenas de pontos turísticos do estado, o governo arcaria com os custos de transporte e alimentação, e providenciaria a segurança e liberação dos locais para gravação. A Central Globo de Comunicações afirmou que o merchandising foi acertado em contrato, enquanto a informação foi negada pela assessoria de comunicação do governo, que afirmou não ter havido pagamento em dinheiro nem permuta; no entanto, assessores ligados a Roseana confirmaram o acordo. A emissora teria oferecido o acordo de merchandising ao governo, que teria aceitado. Divulgar o Estado, àquele momento, em um programa com grande audiência era "o sonho" da governadora, nas palavras de um assessor próximo a ela. As cenas finais da novela tiveram gravações em Natal, no Rio Grande do Norte. As gravações nas dunas simulavam as areias do deserto do Marrocos.

### Escolha do elenco
Originalmente, Glória Perez queria Letícia Spiller como Jade, porém a atriz recusou o convite por não querer deixar a peça O Falcão e o Imperador, na qual também era diretora. Ana Paula Arósio foi a opção seguinte, uma vez que a autora já havia trabalhado com ela na minissérie Hilda Furacão, mas ela já estava reservada para Esperança. Giovanna Antonelli foi sugerida pelos diretores Jayme Monjardim e Marcos Schechtman e ela foi convidada e passou por todos os testes, e na opinião da autora, Giovanna era perfeita para o papel de Jade porque ela se mostrou muito talentosa quando fez o teste e se encaixou perfeitamente no papel, assim como Glória Perez queria, mais do que as outras atrizes que fizeram o teste para o papel, então o papel de protagonista ficou com Giovanna. Convidado para interpretar Lucas, Fábio Assunção recusou o papel por achar a história confusa, enquanto Murilo Benício ganhou o papel após ler a sinopse e se interessar pelo trabalho. Eduardo Moscovis foi convidado para Said, mas alegou esgotamento após passar um ano gravando O Cravo e a Rosa e o personagem ficou com Dalton Vigh, que havia se destacado como protagonista na RecordTV e SBT.
Inicialmente Reginaldo Faria recusou o papel de Leônidas por estar em cartaz no teatro e Raul Cortez o interpretaria, porém travou-se uma briga interna entre as produções de O Clone e As Filhas da Mãe pelo ator, e a segunda saiu vencedora. Reginaldo então foi convencido a conciliar os trabalhos e aceitou o papel. Sílvio de Abreu também conseguiu retirar da novela Thiago Lacerda, que iria interpretar Xande, para levá-lo para As Filhas da Mãe e o papel ficou para Marcello Novaes. Já José Mayer, que já estava escalado como Ali, foi cedido especialmente por Glória Perez para Manoel Carlos, que o desejava como protagonista da minissérie Presença de Anita, ficando o papel para Stênio Garcia. Glória queria Ivete Sangalo no papel de uma policial que investigaria a clonagem ilegal e se envolveria com Léo, porém a cantora não queria pausar a carreira na música e o papel acabou cortado.
Viviane Victorette ganhou o papel de Regininha após vencer um concurso de novos talentos promovido pelo Caldeirão do Huck. Cerca de 22 atores entraram na trama apenas na terceira fase, entre eles Cristiana Oliveira, Débora Falabella, Marcello Novaes, Solange Couto, Juliana Paes, Mara Manzan, Cissa Guimarães e Victor Fasano. No capítulo 127, exibido em 25 de fevereiro de 2002, o ator Luciano Szafir entrou na trama para interpretar Zein, um árabe que abandonou os costumes islâmicos e que se casa com Jade.

### Cenografia e figurinos

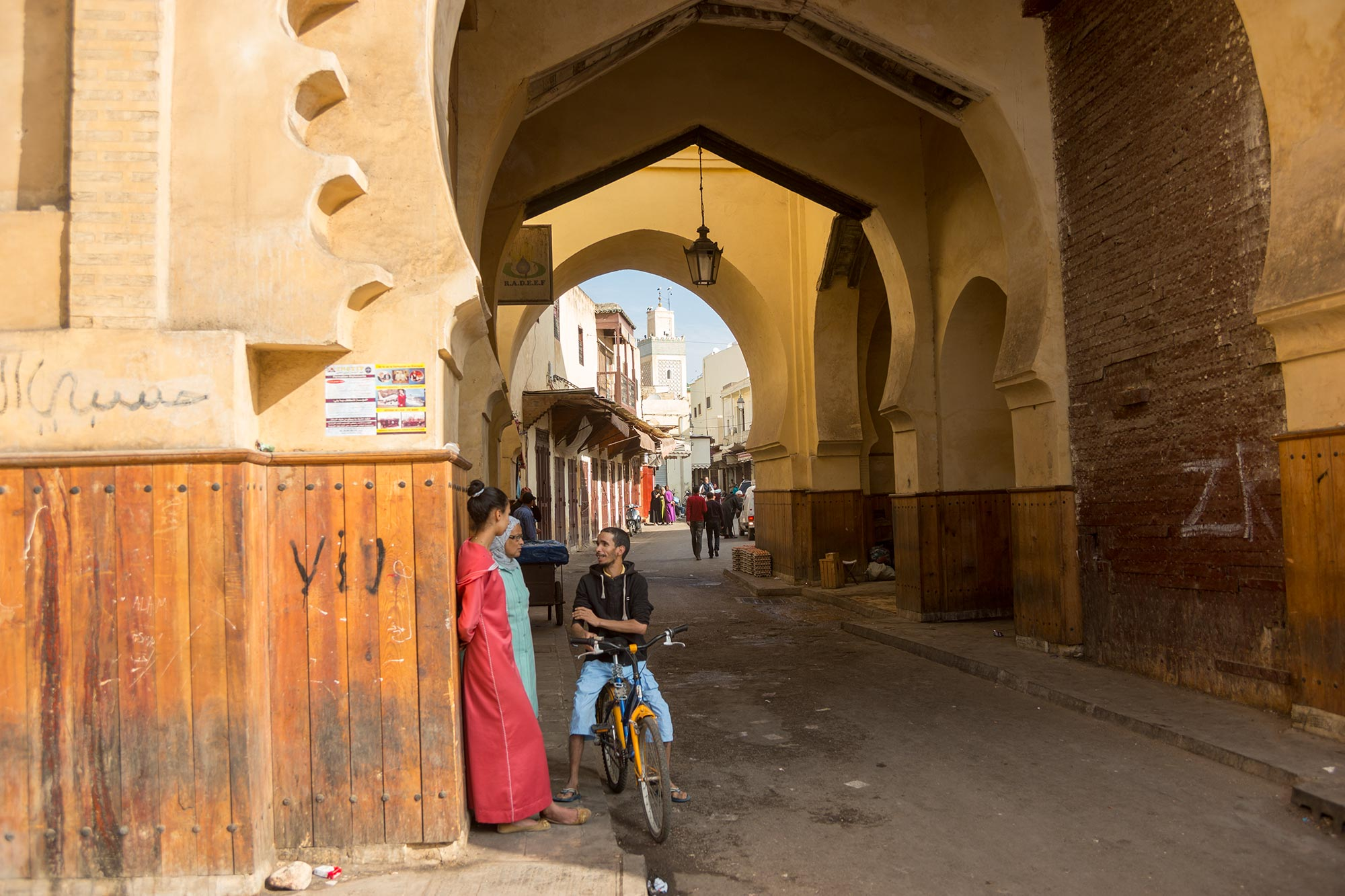
A cidade cenográfica marroquina da trama foi a primeira a reproduzir o oriente nos Estúdios Globo.

Duas cidades cenográficas foram construídas na Central Globo de Produção: uma réplica em menor escala da medina de Fez e outra simulando o bairro carioca de São Cristóvão. O destaque era a cidade marroquina, a primeira construção do Estúdios Globo a reproduzir o mundo oriental. Era composta de duas ruas principais e seis transversais de, no máximo, 1,8 metros de largura, com paredes largas de oito metros de altura, simulando construções de tijolo e pedras. A rua principal era mais larga pela necessidade de movimentação dos equipamentos de gravação. A cidade abrigava o pátio da casa de Ali (Stênio Garcia), formado por uma fonte e paredes com desenhos em mosaico, a casa de Said (Dalton Vigh) e oito lojas comerciais. Cerca de 50 figurantes atuavam nas gravações na cidade, todos recrutados em testes para se adequar ao tipo físico desejado, e com alguma intimidade com os hábitos e a língua árabe. A boate Nefertiti, de Zein (Luciano Szafir), também foi construída nos estúdios com uma fachada semelhante a uma ruína e decorada com esculturas egípcias, colunas, pirâmide, sarcófagos e múmias integrados aos shows de dança que aconteciam no local.
Cerca de 700 peças do figurino foram compradas no Marrocos pela produtora de arte Tiza de Oliveira e o figurinista Paulo Lois, entre 30 tapetes, 200 lenços, cem pratos de cobre, 40 bules, 150 peças de roupas, cem pares de sapatos, vestidos de noiva, jóias, além de várias outros objetos. O vestido de casamento de Latiffa (Letícia Sabatella), como exemplo, foi adquirido em Fez e foi um dos destaques da gravação da cerimônia. Na segunda fase da trama, passada em 2000, os figurinos ganharam a assinatura de Marília Carneiro. "Além de ser mais barato, tínhamos mais opções, já que os marroquinos vivem do artesanato. Comprei coisas que só lá eu poderia descobrir que existiam, como uma fibra vegetal que eles esfregam nos dentes após as refeições para limpá-los", contou Tiza.

### Incidentes
No final de janeiro de 2002, alguns atores da novela foram diagnosticados com dengue, entre eles Stênio Garcia, Elizângela e Reginaldo Faria. Para reverter o tempo perdido, o elenco não ganhou folga no Carnaval e ainda gravaram em dias extras. Além disso, a novela também abordou o assunto da dengue e mostrou como se prevenir.

### Participações
O bar de Dona Jura (Solange Couto) recebia frequentemente convidados famosos, como Zeca Pagodinho, Neguinho da Beija-Flor e Ana Maria Braga. Uma participação marcante foi a de Oswaldo Sargentelli, que acabou falecendo logo após as gravações. O cantor Alessandro Safina, intérprete da canção "Luna", tema de Yvete (Vera Fischer) e Leônidas (Reginaldo Faria), gravou uma participação na trama na cena em que se apresentava no brechó de Yvete. As cenas foram ao ar no capítulo 50, em 27 de novembro de 2001. Antes de interpretar a personagem Monique na trama, Cynthia Falabella substituiu a irmã Débora Falabella em alguns capítulos no papel de Mel, quando Débora teve de se ausentar da trama por motivo de saúde. As cenas foram ao ar no capítulo 181. A semelhança entre as duas irmãs foi tão grande que as cenas de Mel destruindo seu quarto ficaram tão reais que o público não soube distinguir Cynthia de Débora. Humberto Martins fez uma participação nos últimos capítulos da novela. Na história, ele interpretou Aurélio Sobreiras, marido da vilã Alicinha, que veio reivindicar parte dos bens que ela conseguiu dando golpes. As primeiras cenas do personagem foram exibidas no capítulo 218, no dia 11 de junho de 2002. O Apresentador e político Clodovil Hernandez também participou da novela. Na cena, ele tenta ser impedido por Alcinha de entrar na boate, e acaba dando uma patada na vilã. 

## Exibição

### Reprises
Foi reapresentada no Vale a Pena Ver de Novo de 10 de janeiro a 9 de setembro de 2011, em 175 capítulos, substituindo Sete Pecados e sendo substituída por Mulheres de Areia.
Foi reprisada na íntegra pelo Viva de 9 de dezembro de 2019 a 21 de agosto de 2020, no horário das 23 horas, substituindo O Cravo e a Rosa e sendo substituída por Mulheres Apaixonadas. Foi a segunda novela mais vista da história do canal, sendo superada apenas por sua antecessora.
Foi reapresentada novamente no Vale a Pena Ver de Novo de 4 de outubro de 2021 a 20 de maio de 2022, em 165 capítulos, substituindo Ti Ti Ti e sendo substituída por A Favorita. Esta reprise foi em comemoração aos vinte anos da estreia da obra, e aos setenta anos das telenovelas brasileiras. A reprise começou com classificação indicativa de 10 Anos, porém, em 17 de janeiro de 2022, foi reclassificada pelo Ministério da Justiça como "Não Recomendada para Menores de 12 Anos", por apresentar conteúdo sexual, temas sensíveis e drogas lícitas. Foi a primeira reprise da sessão a ser exibida antes da novela das seis (uma semana antes da estreia de Além da Ilusão), com a extinção de Malhação, a partir de 31 de janeiro.

### Exibição internacional
Até 2016, a trama havia sido exportada para 101 países, se tornando a quinta telenovela brasileira mais vendida na história, perdendo apenas para Da Cor do Pecado e Escrava Isaura (104 países), A Vida da Gente (113 países), Caminho das Índias (118 países), e Avenida Brasil, a mais vendida, com 132 países. Nos Estados Unidos, a novela foi exibida pela Telemundo a partir de 15 de janeiro de 2002, enquanto em Portugal a trama foi exibida pela SIC no mesmo ano. Em 7 de abril de 2008, começou a ser reprisada na TV Globo Portugal, para o público português.

### Outras mídias
Em 12 de outubro de 2020, foi disponibilizada pelo Globoplay, como parte do Projeto Resgate, a partir da versão exibida no canal Viva, com imagem em 16:9. Em 22 de julho de 2024, foi atualizada pela plataforma de streaming da Globo como parte do Projeto Originalidade, com a atualização para o formato de exibição original; com o formato de imagem restaurado em 4:3, além de aberturas, vinhetas de intervalo e encerramento originais.

### Adaptação internacional
Uma versão hispânica da novela foi produzida pela Telemundo em 2010, levando o título de El Clon, com atores de diversos países da América Latina, com gravações que ocorreram na Colômbia e nos Estados Unidos. A emissora mexicana TV Azteca confirmou um remake de O Clone que deveria ir ao ar em 2014 e que teve o título provisório de Amor del Mediterrâneo; no entanto, essa versão nunca se concretizou.

## Trilha sonora
A trilha musical incidental de O Clone foi criada pelo músico Marcus Viana, integrante do grupo Sagrado Coração da Terra. O resultado é uma fusão do estilo sinfônico com o universo islâmico musical tradicional e elementos de música pop. As canções foram lançadas no álbum Maktub - Trilhas e Temas de O Clone. O tema de abertura da novela, a canção "Sob o Sol", foi composto pelo músico e interpretado pela cantora Malu Ayres. A novela gerou ainda mais cinco trilhas sonoras. As duas tradicionais, contendo as trilhas nacionais e internacionais, e três trilhas sonoras complementares. Uma com as canções apresentadas no Bar da Jura (Solange Couto), O Clone - O Melhor do Bar da Dona Jura, outra com músicas de dança do ventre, O Clone - O Melhor da Dança do Ventre, e uma terceira com o repertório da boate Nefertiti, Isis Lounge - Temple Of Dance. Jade e Lucas ganharam um tema em inglês, chamado "All For Love", na voz do cantor norte-americano Michael Bolton, e que abre a trilha sonora internacional da novela.

## Repercussão

### Audiência
Exibição original
A novela estreou com uma média de 47 pontos, com picos de 53, igualando-se à sua antecessora, Porto dos Milagres, que também havia estreado com média de 47 pontos, medida pelo Instituto Brasileiro de Opinião Pública e Estatística (IBOPE). Depois do início do reality show Casa dos Artistas, do SBT, a audiência da novela começou a ser prejudicada, sendo superada por dois pontos em 15 de novembro de 2001. Depois do término do programa da concorrente, e devido à grande audiência que vinha alcançando, em fevereiro de 2002, a trama foi esticada em um mês. No dia 29 de abril de 2002, dia em que foi ao ar o encontro entre Léo e Lucas e a crise de abstinência e internação de Mel, a trama alcançou sua maior média até então: 56 pontos e picos de 63, com 71% de participação. Em seus primeiros 180 capítulos exibidos, a novela conquistou 45 pontos de média geral, um recorde em relação às seis novelas anteriormente exibidas no horário. Seu último capítulo registrou 61 pontos de média, com picos de 68 e 81% de participação, a maior média desde "A Próxima Vítima em 1995 que alcançou 62 pontos. A trama obteve uma média geral de 47 pontos, com 71,8% de televisores ligados na novela ao horário de sua exibição.
Primeira reprise
No primeiro capítulo da primeira reprise no Vale a Pena Ver de Novo, exibido em 10 de janeiro de 2011, a trama estreou com 15 pontos, elevando a média para 18 pontos e picos de 21 na Grande São Paulo com a exibição da morte de Diogo quatro dias depois. Em seu primeiro mês no ar, a reapresentação teve uma média de 16 pontos, cinco a mais do que sua antecessora Sete Pecados. Em 28 de fevereiro, O Clone marcou 20 pontos, um aumento de três pontos na média habitual da reprise até então. No dia 18 de julho, a trama bateu mais um recorde de audiência, cravando 22 pontos, sua maior audiência até então. Em seu último capítulo, exibido no dia 9 de setembro, O Clone marcou 23 pontos com 55% de participação, com média geral de 17 pontos. A reapresentação da telenovela aumentou em quatro pontos a audiência da faixa, sendo o melhor índice desde a reexibição de Alma Gêmea (2009).
Segunda reprise
A segunda reprise reestreou com 17 pontos e picos de 19, mantendo os bons números das tardes da Globo. No entanto, foi a menor audiência em uma estreia do horário, desde Cordel Encantado (2019). O segundo capítulo obteve 15 pontos, e o terceiro capítulo 13 pontos.
Após quatro meses se estagnando entre 14 e 16 pontos, a novela bate seu primeiro recorde no dia 1.° de março de 2022 com 18 pontos. Repetiu a mesma média nos dias 15 e 31 de março. No dia 1.° de abril, bateu recorde e marcou 18,4 pontos. Em 10 de maio, supera seu recorde anterior com 19 pontos. Impulsionada pela reestreia de A Favorita, bateu recorde no dia 16 de maio com 20 pontos. Registrou o mesmo índice dois dias depois, mas chegando ao pico máximo de 23 pontos, algo que não era visto desde a reexibição de Laços de Família (2020—21). O último capítulo também registrou 20 pontos. Teve média geral de 15.44 pontos, elevando os índices deixados pela antecessora.

### Análise da crítica
Em sua estreia, a revista Veja comentou que a novela era bonita, mas que haviam pontos a esclarecer, como o efeito sonoro que introduzia os personagens principais e as situações de tensão. A revista também elogiou a direção de Monjardim, que "caprichou na parte estética", com cenas que "primam pela beleza dos ângulos escolhidos e pela iluminação perfeita", e notou a "esplendorosa" atuação de Vera Fischer. Amelia Gonzalez d'O Globo escreveu uma crítica positiva, dizendo: "Numa troca de olhares sob véus deu para perceber que o casal protagonista da trama de Glória Perez tem química. E é forte". Ela também notou que "além da beleza e do rigor já conhecidos da direção de Jayme Monjardim", os atores deram à trama o tom certo, resultando em "cheiro de sucesso no ar". Por sua vez, Silvia Rogar da Veja disse que a trama era "estapafúrdia" e notou a falta de cuidado com sua produção, cuja iluminação era "das piores que já se viu. Não tem nuances e tinge todos os ambientes de um tom alaranjado. Além disso, nos closes, realça (quando não aumenta) as imperfeições de pele dos atores", e finalizou dizendo que "no tempo de Boni, uma novela da Globo jamais teve esse tipo de problema", e que esses desleixos técnicos levavam a crer que O Clone representava "mais um passo da emissora rumo à mexicanização de seus produtos".
A jornalista Cláudia Croitor da Folha de S.Paulo escreveu uma crítica mista à novela, dizendo que, apesar das "belíssimas paisagens e ótimos efeitos especiais", a novela consistia em "aulas (chatinhas) de cultura islâmica e a clara tentativa de ser o mais politicamente correto possível", criticando também o fato dos personagens muçulmanos falarem cada frase duas vezes, uma em árabe, outra em português, classificando esse fato como "irritante" e dizendo que "legendas seriam menos enfadonhas". Por outro lado, elogiou as atuações do casal de protagonistas e de Vera Fischer, cuja presença "deve ser um dos pontos altos". Passados dois meses de exibição, a mesma revisora notou que havia uma certa monotonia na trama, já que desde a sua estreia, "pouca coisa mudou na história da muçulmana apaixonada por um não-muçulmano e do clone do não-muçulmano", pois o telespectador continuava vendo os mesmos personagens tendo as mesmas reações diante das mesmas situações".

### Recepção do público
O Clone estreou pouco depois dos ataques de 11 de setembro de 2001 nos Estados Unidos, o que poderia prejudicar a boa aceitação da trama entre os telespectadores, já que um dos núcleos principais era de personagens muçulmanos. No entanto, a novela tornou-se um sucesso entre o público. O sucesso da telenovela fez crescer a demanda de viagens para o Marrocos, fazendo com que as agências de viagens lançassem pacotes de ida para o país onde se passava a história. A telenovela abordou assuntos como uso de drogas e alcoolismo. Por meio dessa amostra, os número de dependentes que procuraram instituições anti-drogas cresceu consideravelmente. Além disso, a típica pulseira da personagem Jade, que liga o punho a um dedo por uma fina corrente enfeitada com pedras coloridas, chamada iswarah, fez sucesso com vendedores ambulantes e joalheiros. Depois da dança do ventre demonstrada na novela, a procura por aulas da dança chegou a 80%.
Um dos grandes destaques da trama foi Dona Jura, interpretada por Solange Couto. Dona de um bar e do pastel mais famoso da região, ela fez o bordão "não é brinquedo não" virar sucesso nacional. A personagem Odete (Mara Manzan) também foi um sucesso. Na trama, a personagem popularizou o bordão "cada mergulho é um flash" entre os telespectadores. Outros bordões ditos na trama e que se tornaram bastante populares foram: "Bom te ver!", que era dito por Ligeirinho (Eri Johnson) e "excelente!", de seu amigo inseparável Raposão (Guilherme Karam), além de "é ruim, hein?", frase que era sempre dita por Yvete (Vera Fischer), "jogada ao vento", dita por Jade (Giovanna Antonelli), e "tem que ser muito artista", dita por Clarice (Cissa Guimarães). Além disso, um dos bordões mais famosos da novela foi "você vai arder no mármore do inferno", frase que continuou a ser dita principalmente por religiosos.

### Reconhecimento
O Clone rendeu a Glória Perez inúmeros prêmios no Brasil e no exterior. Prêmios foram concedidos para a autora pelo FBI e a Drug Enforcement Administration (DEA) – os dois principais órgãos do governo norte-americano responsáveis pelo controle do tráfico de drogas, em razão da campanha pelos dependentes químicos. Gloria também foi homenageada pela Associação Brasileira de Alcoolismo e Drogas (Abrad) e recebeu o prêmio Personalidade dos anos 2001 e 2002, concedido pelo Conselho Estadual Antidrogas do Rio de Janeiro. Em 2013, um ranking listando os 50 maiores programas dos últimos 50 anos, elaborado em Cannes pela The WIT, empresa especializada em pesquisar tendências de conteúdo televisivo e programação digital pelo mundo, classificou O Clone em sua lista, figurando como o único programa brasileiro. Além disso, a trama foi eleita pelo jornal espanhol 20 minutos como a segunda melhor telenovela brasileira, atrás de Avenida Brasil, e uma das cinquenta melhores de todos os tempos pelo portal Terra.

### Prêmios e indicações
| Ano  | Prêmio                                  | Categoria                              | Indicado                                    | Resultado |
| ---- | --------------------------------------- | -------------------------------------- | ------------------------------------------- | --------- |
| 2001 | Melhores do Ano                         | Música-Tema                            | "A Miragem" (Marcus Viana)                  | Venceu    |
| 2002 | Troféu Imprensa                         | Melhor Novela                          | Glória Perez                                | Venceu    |
| 2002 | Troféu Imprensa                         | Melhor Atriz                           | Giovanna Antonelli                          | Indicado  |
| 2002 | Troféu Imprensa                         | Melhor Atriz                           | Vera Fischer                                | Indicado  |
| 2002 | Troféu Internet                         | Melhor Novela                          | Glória Perez                                | Venceu    |
| 2002 | Troféu Internet                         | Melhor Atriz                           | Giovanna Antonelli                          | Venceu    |
| 2002 | Prêmio APCA 2002                        | Melhor Atriz                           | Eliane Giardini                             | Venceu    |
| 2002 | Prêmio APCA 2002                        | Melhor Atriz Revelação                 | Sthefany Brito                              | Venceu    |
| 2002 | Meus Prêmios Nick                       | Atriz Favorita                         | Giovanna Antonelli                          | Venceu    |
| 2002 | Prêmio Qualidade Brasil RJ              | Melhor Telenovela                      | Glória Perez                                | Venceu    |
| 2002 | Prêmio Qualidade Brasil RJ              | Melhor Autora de Telenovela            | Glória Perez                                | Venceu    |
| 2002 | Prêmio Qualidade Brasil RJ              | Melhor Ator de Telenovela              | Murilo Benício                              | Venceu    |
| 2002 | Prêmio Qualidade Brasil RJ              | Melhor Atriz de Telenovela             | Giovanna Antonelli                          | Venceu    |
| 2002 | Prêmio Qualidade Brasil RJ              | Melhor Ator Coadjuvante de Telenovela  | Stênio Garcia                               | Venceu    |
| 2002 | Prêmio Qualidade Brasil RJ              | Melhor Atriz Coadjuvante de Telenovela | Jandira Martini                             | Venceu    |
| 2002 | Prêmio Qualidade Brasil RJ              | Melhor Atriz Revelação de Telenovela   | Carla Diaz                                  | Venceu    |
| 2002 | Prêmio Austregésilo de Athayde          | Melhor Telenovela                      | Glória Perez                                | Venceu    |
| 2002 | Prêmio Austregésilo de Athayde          | Melhor Ator                            | Murilo Benício                              | Venceu    |
| 2002 | Prêmio Austregésilo de Athayde          | Melhor Ator Revelação                  | Thiago Fragoso                              | Venceu    |
| 2002 | Prêmio Austregésilo de Athayde          | Melhor Atriz Revelação                 | Débora Falabella                            | Venceu    |
| 2002 | Melhores do Ano                         | Melhor Atriz                           | Giovana Antonelli                           | Venceu    |
| 2002 | Melhores do Ano                         | Melhor Ator                            | Murilo Benício                              | Indicado  |
| 2002 | Melhores do Ano                         | Melhor Ator Coadjuvante                | Juca de Oliveira                            | Indicado  |
| 2002 | Melhores do Ano                         | Melhor Atriz Coadjuvante               | Eliane Giardini                             | Indicado  |
| 2002 | Melhores do Ano                         | Melhor Atriz Coadjuvante               | Letícia Sabatella                           | Venceu    |
| 2002 | Melhores do Ano                         | Melhor Atriz Coadjuvante               | Solange Couto                               | Indicado  |
| 2002 | Melhores do Ano                         | Melhor Atriz Revelação                 | Débora Falabella                            | Venceu    |
| 2002 | Melhores do Ano                         | Melhor Atriz Infantil                  | Carla Diaz                                  | Venceu    |
| 2002 | Melhores do Ano                         | Melhor Atriz Infantil                  | Sthefany Brito                              | Indicado  |
| 2002 | Troféu Radar                            | Atriz Revelação                        | Adriana Lessa                               | Venceu    |
| 2002 | Festival de Cinema e Televisão de Natal | Atriz Revelação                        | Viviane Victorette                          | Venceu    |
| 2002 | Prêmio Contigo! de TV                   | Melhor Novela                          | Glória Perez                                | Venceu    |
| 2002 | Prêmio Contigo! de TV                   | Melhor Autor                           | Glória Perez                                | Venceu    |
| 2002 | Prêmio Contigo! de TV                   | Melhor Atriz                           | Giovanna Antonelli                          | Indicado  |
| 2002 | Prêmio Contigo! de TV                   | Melhor Ator                            | Murilo Benício                              | Indicado  |
| 2002 | Prêmio Contigo! de TV                   | Melhor Atriz Coadjuvante               | Letícia Sabatella                           | Venceu    |
| 2002 | Prêmio Contigo! de TV                   | Melhor Ator Coadjuvante                | Antonio Calloni                             | Venceu    |
| 2002 | Prêmio Contigo! de TV                   | Melhor Par Romântico                   | Murilo Benício e Giovana Antonelli          | Venceu    |
| 2002 | Prêmio Contigo! de TV                   | Melhor Vilã/vilão                      | Cristiana Oliveira                          | Indicado  |
| 2002 | Prêmio Contigo! de TV                   | Melhor Tema de Abertura                | "Sob o Sol" (Sagrado Coração da Terra)      | Indicado  |
| 2002 | Prêmio Contigo! de TV                   | Melhor Diretor                         | Jayme Monjardim                             | Venceu    |
| 2002 | Prêmio Contigo! de TV                   | Melhor Atriz Infantil                  | Carla Diaz                                  | Venceu    |
| 2002 | Prêmio Contigo! de TV                   | Melhor Cenário                         | Raul Travassos, May Martins e Gilson Santos | Venceu    |
| 2002 | Prêmio Contigo! de TV                   | Melhor Figurino                        | Paulo Lóes e Marília Carneiro               | Venceu    |
| 2003 | Prêmio INTE                             | Melhor Atriz                           | Giovanna Antonelli                          | Venceu    |
| 2003 | Prêmio INTE                             | Melhor Autor                           | Glória Perez                                | Venceu    |
| 2003 | Prêmio INTE                             | Melhor Telenovela                      | Glória Perez                                | Venceu    |